# Dogovor o procentima
Dogovor o procentima je bio dogovor između sovjetskog vođe Josifa Staljina i britanskog premijera Vinstona Čerčila o podeli interesnih sfera na Balkanu. Dana 9. oktobra 1944. godine Čerčil je došao u iznenadnu posetu Moskvi kako bi sa Staljinom raspravio pitanje uređenja Evrope nakon završetka II svetskog rata. Veći deo razgovora bio je posvećen pitanjima posleratnog uređenja Poljske i srednje Evrope, dok je razgovor o Balkanu bio kratak. Čerčil je o njemu pisao u svojim posleratnim memoarima pod nazivom The Second World War. On je predložio da Sovjetski savez ima 90% uticaja u Rumuniji i 75% u Bugarskoj, da Ujedinjeno Kraljevstvo (uz dogovor sa SAD) ima 90% u Grčkoj, dok bi u Jugoslaviji i Mađarskoj oboje imali po 50%. Čerčil je to napisao na listu hartije koji je predao Staljinu. Ovaj ga je nakon kratke pauze parafirao plavom olovkom i vratio ga natrag. Čerčil ga je zatim upitao: „Ne mislite li da bi ovaj papir trebalo spaliti da buduće generacije ne bi rekle da smo cinično odredili sudbinu miliona ljudi?“ „Ne, vi ga sačuvajte“, bio je Staljinov odgovor.
| Zemlje      | Sovjetski uticaj | Britanski uticaj |
| ----------- | ---------------- | ---------------- |
| Bugarska    | 75% → 80%        | 25% → 20%        |
| Grčka       | 10%              | 90%              |
| Mađarska    | 50% → 80%        | 50% → 20%        |
| Rumunija    | 90% → 100%       | 10% → 0%         |
| Jugoslavija | 50%              | 50%              |